# Altstadt Spandau

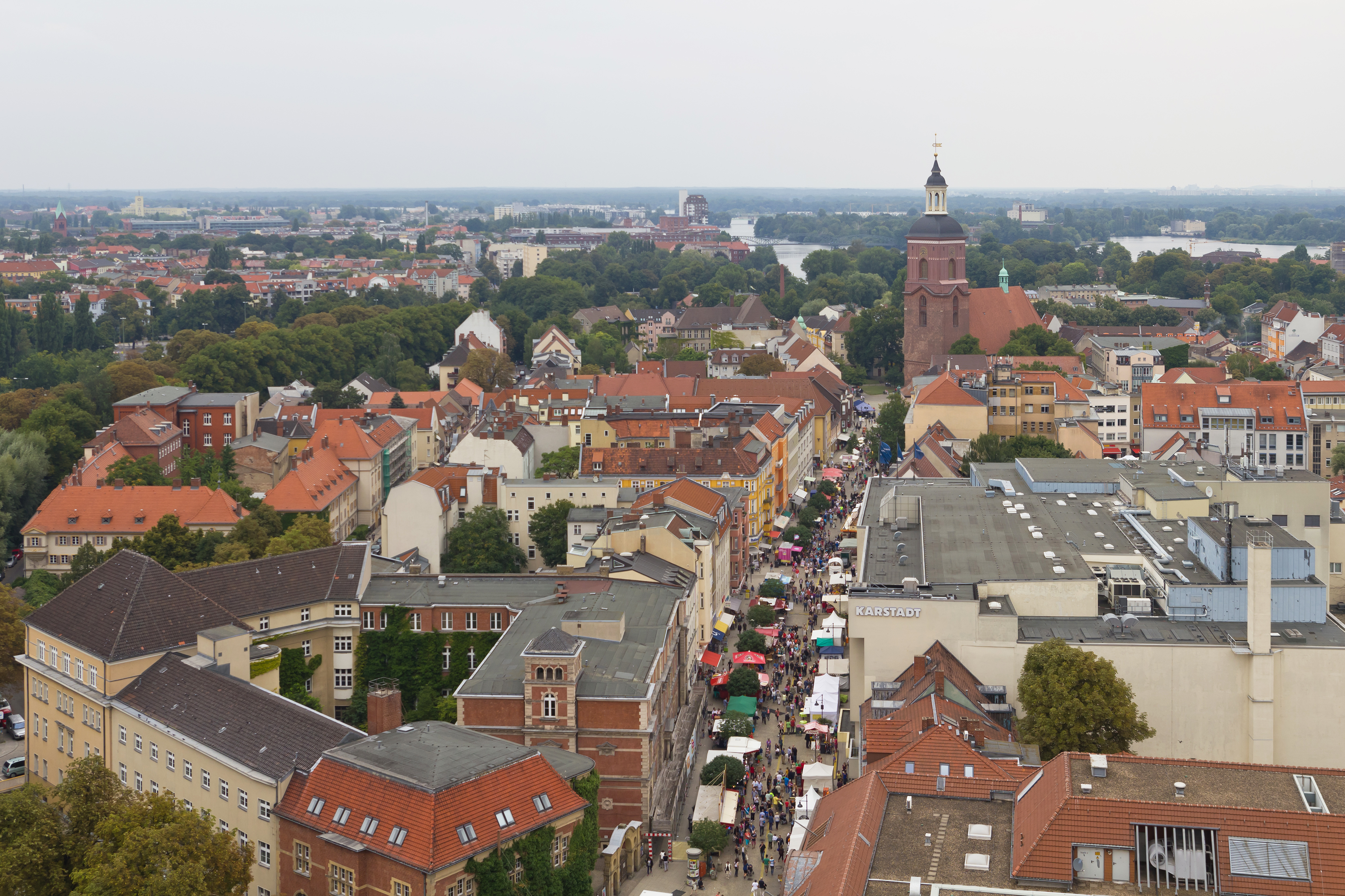
Vista della Altstadt

La Altstadt Spandau ("città vecchia di Spandau") è il centro storico medievale del quartiere Spandau di Berlino.
La Altstadt è stata restaurata negli anni ottanta ed è oggi un'area pedonale e commerciale molto frequentata.
Una rete di stradine e vicoletti caratterizza la zona insieme a case tardomedioevali. Spandau, infatti, risale al 1197 ed è più antica della stessa Berlino. La casa più vecchia della capitale è una casa gotica risalente all'inizio del XVI secolo: la si può vedere in Breite Straße 32.
Alstadt Spandau è più vecchia di Berlino di cinque anni ed è motivo di vanto da parte degli abitanti.